# Station Skrzynno
Station Skrzynno is een spoorwegstation in de Poolse plaats Skrzynno.